# Kampfkraft (Militär)

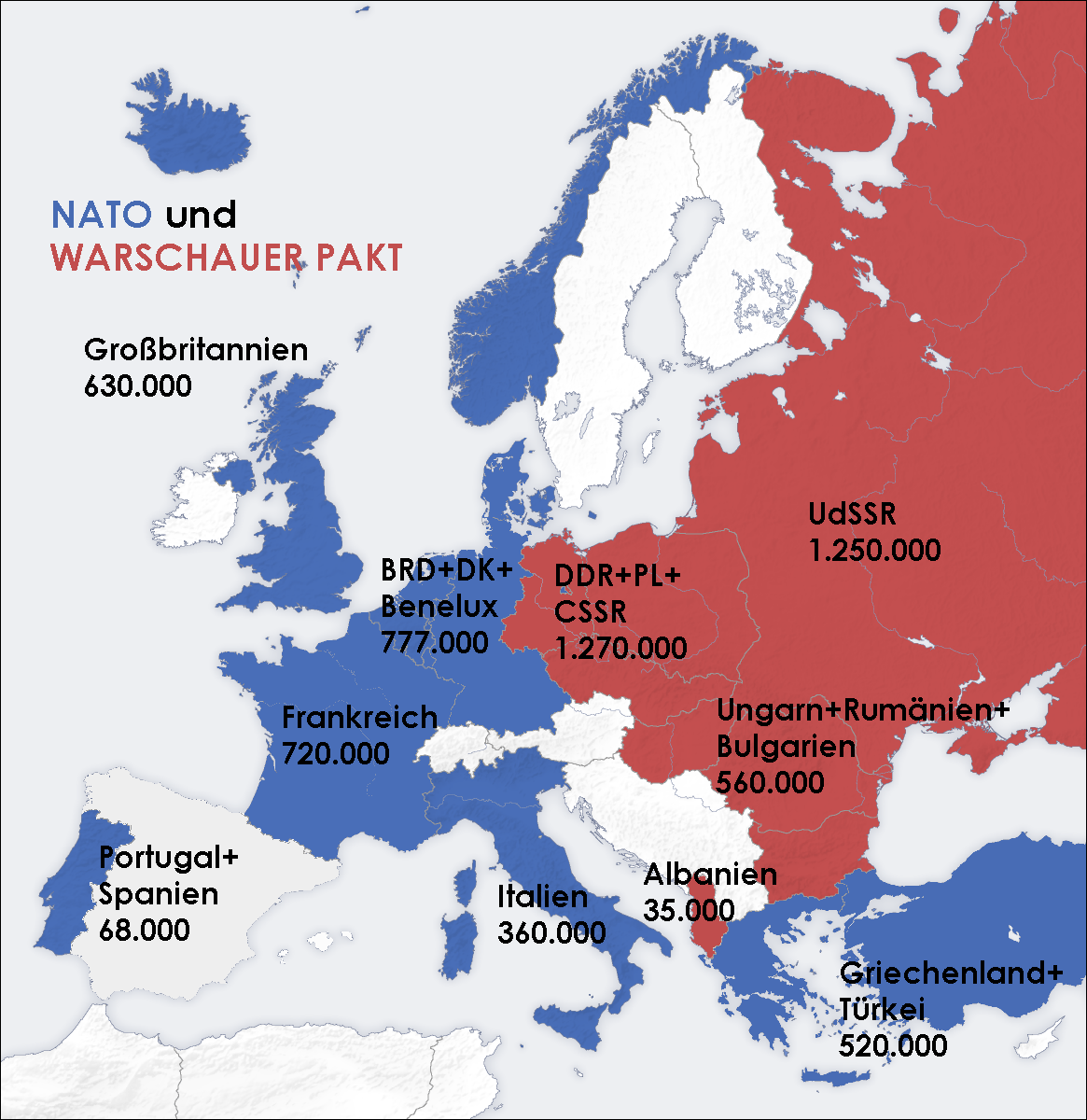
Truppenstärke als Teil der Kampfkraft (1959)

Unter Kampfkraft (englisch fighting power, combat effectiveness) werden im Militärwesen die quantitativen und qualitativen Fähigkeiten einer Armee verstanden, die in einem Krieg zum Einsatz kommen können.

## Allgemeines
Als Kampfkraft wird die körperliche und geistige Leistungsfähigkeit von Soldaten ohne Bezug zu ihren Gegnern und vorliegenden Umfeldbedingungen (in Gelände, Gewässer und Luft sowie unabhängig vom Wetter), also die Leistungsfähigkeit nach „absoluten Faktoren“ bezeichnet. Die sich im Rahmen eines Gefechts gegenüberstehenden Streitkräfte lassen sich einerseits nach physischen Größen wie Anzahl und Ausrüstung und andererseits nach ihrer Kampfmoral unterscheiden. Die Kampfkraft wird im Krieg geschwächt oder vernichtet, wenn dem Gegner physische und/oder psychische Schäden (psychologische Kriegsführung) zugefügt werden. Kampfhandlungen dienen dazu, die gegnerische Kampfkraft zu beeinträchtigen, zu neutralisieren oder zu vernichten. Die Kampfkraft kann deshalb darüber entscheiden, ob eine Armee einen Krieg gewinnt oder verliert. Anhand der Kampfkraft können deshalb (theoretische) Vorhersagen über den Ausgang einer militärischen Auseinandersetzung gemacht werden.

## Begriffsgeschichte
Militärgeschichtlich entwickelte sich der Begriffsinhalt unter anderem durch Carl von Clausewitz, der 1834 drei moralische Hauptpotenzen einer Armee erkannte, nämlich die „Talente des Feldherrn“, die „kriegerische Tugend des Heeres“ und den „Volksgeist“. Die Leidenschaft des Soldaten kann Erich Ludendorff zufolge die Kampfkraft steigern, so dass eine Regierung den Hass des Volkes und der Soldaten auf den Gegner schüren müsse, um die maximale Kampfkraft zu entfalten. Die Vernichtung einer Armee galt als „Neutralisierung der Kampfkraft“. Vernichtung bedeutet nicht Tod der Gegner, sondern Herbeiführung eines Zustandes, in dem der Gegner dem Sieger keinen entscheidenden Schaden mehr zufügen kann. Für Gerd Schmückle ist vereinfacht Kampfkraft die Fähigkeit einer Streitmacht, ihren militärischen Auftrag zu erfüllen. Der Militärhistoriker Martin van Creveld definierte Kampfkraft als „die Summe der geistigen Qualitäten wie Disziplin, Kampfmoral, Mut u.a., welche Armeen schließlich zum Kämpfen bringen“. Er stellt damit qualitative Aspekte in den Vordergrund.

## Kriterien
Die Kampfkraft wird beeinflusst durch Anzahl, Art und Qualität der Kriegswaffen und Waffensysteme, Verfügbarkeit von Munition, Qualität der Führung, Anzahl, Ausbildung und Erfahrung der Soldaten, deren physischer Leistungsfähigkeit (Fitness, Ernährungszustand, Ermüdung) und der Kampfmoral.
Systematisch kann deshalb unterschieden werden:
- Quantitative Kampfkraft: Personalstärke, Anzahl militärische Ausrüstung (Kriegswaffen wie Gewehre, Kriegsschiffe, Militärflugzeuge, Panzer), Munition oder Einsatzbereitschaft der Ausrüstung.
- Qualitative Kampfkraft: Ausbildung, Kampfmoral, militärische Aufklärung, Motivation, Organisationsform der Armee (Berufsarmee, Wehrpflichtarmee), Patriotismus, Truppenführung, Taktik/Strategie oder militärische Ausrüstung nach neuestem Stand der Technik.[12]

Werden zwei Armeen von zwei Staaten gegenübergestellt, wird die Kampfkraft oft auf quantitative Kriterien reduziert. Der Verlust an quantitativer Kampfkraft kann durch moderne Ausrüstung kompensiert werden. Klima, ungünstige Wetterlage oder Unwetter können die Kampfkraft beeinträchtigen (siehe dazu Schlacht von Stalingrad, allgemein auch der Ostfeldzug).
Entsprechend liegt in der asymmetrischen Kriegführung eine quantitative Asymmetrie vor, wenn die eine Kriegspartei mehr von derselben gleichartigen Waffe zur Verfügung hat und einsetzen kann als die andere; eine qualitative Asymmetrie besteht in der unterschiedlichen Art der Kräfte oder der Militärstrategie.

## Strategie
Die bekannte gegnerische Kampfkraft wird häufig als Anlass für eigene Aufrüstungen herangezogen. Nur bei ungefähr ausgeglichener Kampfkraft liegt eine militärische Parität vor. Dabei wird zwischen konventionellen und Kernwaffen unterschieden. So wurden die Kampfkraft der NATO und des Warschauer Paktes insbesondere während des Kalten Krieges gegenübergestellt. Bis 1957 zeichnete sich ab, dass die USA und damit die NATO dem Warschauer Pakt zwar in der atomaren Bewaffnung überlegen, gleichzeitig aber in der konventionellen Kampfkraft deutlich unterlegen war. Deshalb änderte im Mai 1957 die NATO ihre seit Dezember 1952 bestehende Militärdoktrin der „Vorneverteidigung“ (englisch forward strategy) in die „massive Vergeltung“ (englisch massive retaliation). Schließlich löste der NATO-Doppelbeschluss diese Doktrin durch die Nuklearstrategie „flexible Erwiderung“ (englisch Flexible Response) ab.
Im Rahmen der Beurteilung der Lage werden Kampfkrafttabellen erstellt, in denen für das Gefecht und die Schlacht als räumliche oder zeitliche Abschnitte davon die eigene Kampfkraft der gegnerischen gegenübergestellt wird. Gerade der räumlich unterteilte und zeitlich gestaffelte Kampfkraftvergleich erleichtert die Beurteilung über die Erfolgsaussichten von verschiedenen Alternativen für die eigene Gefechtsführung („Kräfte-Raum-Zeit-Berechnung“). Der Gefechtswert hingegen kann nur sehr unzureichend durch die Führer beurteilt werden, weil sich in manchen Lagen dieser als höherwertiger erweist als angenommen, oder als geringer als erwartet.
Es wird davon ausgegangen, dass die weniger messbaren qualitativen Kriterien für die Kampfkraft letztlich ausschlaggebend sein können. Eine Armee gilt als unterlegen, wenn sie eine geringere (quantitative) Kampfkraft aufweist als die überlegene Armee. Dies kann einen Entscheidungsgrund für die überlegene Armee darstellen, einen asymmetrischen Krieg gegen die unterlegene Armee zu führen. Viele Kriege haben jedoch gezeigt, dass nicht immer die (quantitativ) überlegene Armee den Krieg gewinnen kann (unter anderem im Indochinakrieg, Vietnamkrieg, sowjetische Intervention in Afghanistan), wenn die gegnerische qualitative Kampfkraft überlegen ist.
Die quantitative Kampfkraft ändert sich während eines Krieges, wenn Kriegswaffen zerstört oder vom Gegner in Besitz genommen und nicht ersetzt werden. Das gilt auch für die Truppenstärke, wenn Soldaten getötet werden, desertieren oder in Kriegsgefangenschaft geraten.

## Statistik
Die quantitative Kampfkraft von NATO und Russland des Jahres 2022 lässt sich wie folgt vergleichen:
| Streitkraft/Waffengattung                   | NATO      | Russland  |
| ------------------------------------------- | --------- | --------- |
| Truppenstärke                               | 5.405.700 | 1.350.000 |
| darunter: aktive Soldaten                   | 3.366.000 | 850.000   |
| darunter: Reserve                           | 1.301.000 | 250.000   |
| Luftstreitkräfte Jagdflugzeuge, Abfangjäger | 3.527     | 772       |
| Transportflugzeuge                          | 1.543     | 445       |
| Tankflugzeuge                               | 678       | 20        |
| Kampfhubschrauber                           | 1.359     | 544       |
| Landstreitkräfte Kampfpanzer                | 14.682    | 12.420    |
| selbst fahrende Artillerie                  | 5.040     | 6.574     |
| selbst fahrende Raketenwerfer               | 2.803     | 3.391     |
| Seestreitkräfte Militärschiffe gesamt       | 2.049     | 605       |
| darunter Zerstörer                          | 112       | 15        |
| darunter Fregatten                          | 135       | 11        |
| darunter Korvetten                          | 56        | 86        |
| darunter Flugzeugträger                     | 29        | 1         |

Eine militärische Überlegenheit Russlands gibt es lediglich bei selbst fahrender Artillerie, selbst fahrenden Raketenwerfern und Korvetten.

## Abgrenzungen
Kampfwert ist die Eignung einer Truppe zur Erfüllung eines bestimmten Auftrags unter Berücksichtigung des Gegners und der Umfeldbedingungen. Der Gefechtswert stellt Bezüge zu Motivation, Auftrag, Feindlage und Umweltbedingungen sowie Wetter her.